# Vitoševac
Vitoševac (cyr. Витошевац) – wieś w Serbii, w okręgu niszawskim, w gminie Ražanj. W 2011 roku liczyła 1070 mieszkańców.